# Emblemata amatoria

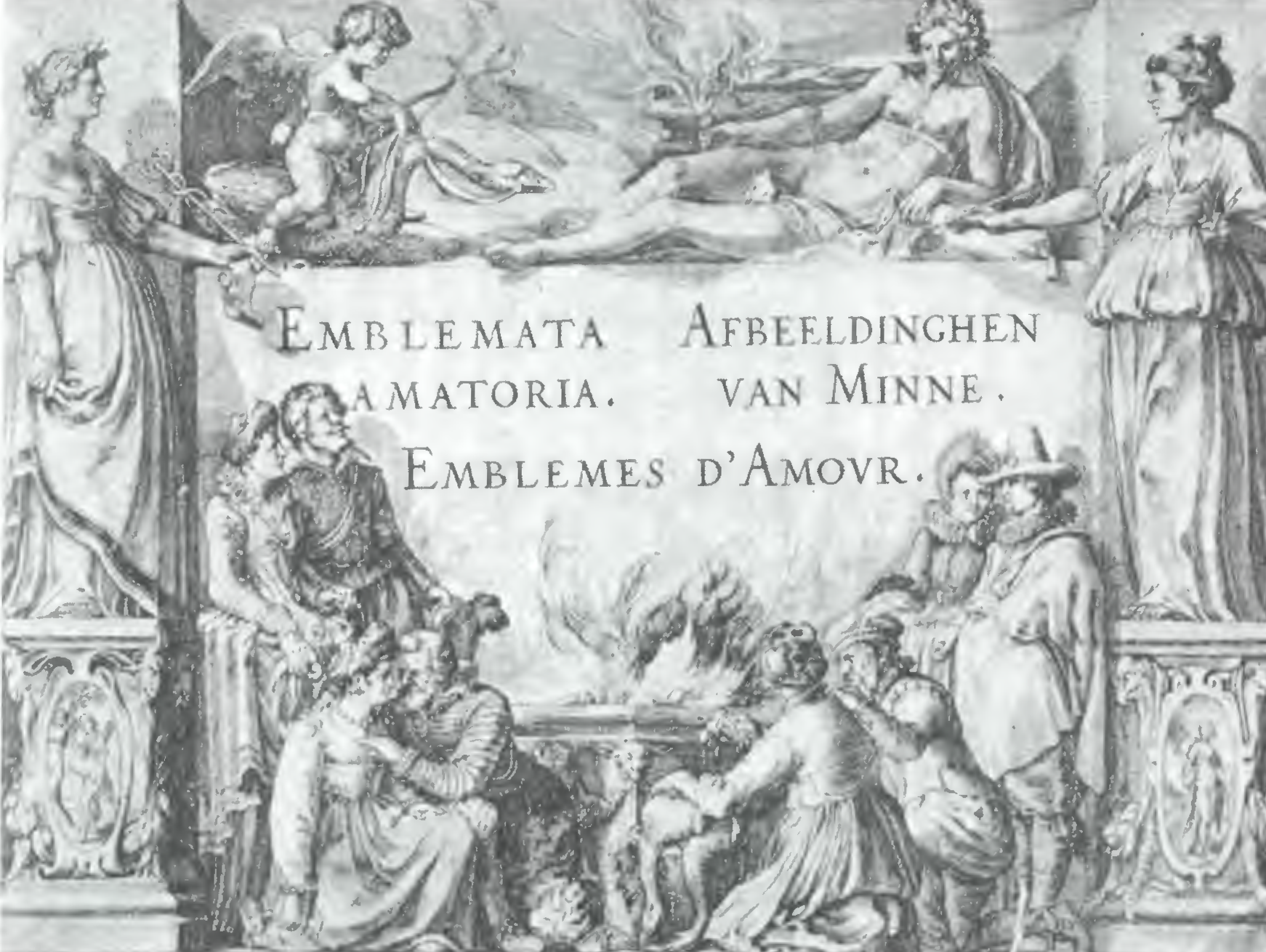
Titelgravure van de eerste editie. Boven op de wand rusten Cupido en Venus. Op de linkersokkel staat de muze der poëzie, op de rechter de muze der schilderkunst.

Emblemata amatoria. Afbeeldinghen van minne. Emblèmes d'amour is een bundeling emblemata, liederen en gedichten van P.C. Hooft, verschenen in 1611. De uitgave bestaat uit meerdere onderdelen, maar ontleent haar titel aan dertig liefdesemblemen waarbij steeds een plaatje onderwerp is van korte verzen in drie talen: Nederlands, Frans en Latijn. Hooft zelf verzorgde de Nederlandse teksten, die het meest pregnant van de drie talen zijn. De eerste uitgave uit 1611 bestaat naast deze dertig liefdesemblemen uit een 134 verzen tellende 'Voorrede tot de jeugd', afdelingen Ghesanghen, Liedekens, en Sonnetten, en ter afsluiting het spel Mommery en zes Veltdeuntjes. Volgens Hooftkenner Karel Porteman is de bundel 'een hoogtepunt in het genre van de liefdesemblemen' en is de grafische vormgeving ervan 'beslist het elegantste specimen uit het genre van de Nederlandse liefdesemblematiek.'

## Achtergrond
Volgens de toenmalige opvattingen moest de aard van poëzie universeel zijn. Bij amoureuze poëzie diende de nadruk volgens literatuurhistoricus W.A.P. Smit te liggen op 'de aspecten van de liefdesbeleving die voor iedere mens golden en zodoende gaandeweg tot traditionele motieven waren geworden: verrukking om de schoonheid van de geliefde, verlangen naar haar nabijheid, verdriet om haar weigerachtigheid, hoop op haar uiteindelijke wederliefde.'

## Ontstaansgeschiedenis
Het initiatief tot de uitgave kwam van uitgever-drukker-boekhandelaar Willem Blaeu. Onbekend is of hij de prenten leverde en Hooft daar zijn disticha bij schreef, of dat Hooft de prenten zelf koos, of dat de emblemen naar Hoofts ideeën zijn vervaardigd, of dat de dichter samenwerkte met een tekenaar. Omdat er in de liefdesemblematiek geen gewoonlijke gang van zaken bestond aangaande de samenwerking van dichter en prentmaker, kan zelfs niet worden gezegd wat de meest waarschijnlijke gang van zaken is geweest. Jacob van der Burgh had Hoofts versjes aan Constantijn Huygens laten lezen en die was van mening dat ze beter zonder emblemen zouden kunnen verschijnen, maar daaruit valt niet op te maken of de prenten al of niet reeds gemaakt waren.

### De Latijnse en Franse teksten
De Nederlandse bijschriften waren het eerst tot stand gekomen en vervolgens vertaald in het Latijn en Frans.
De Franstalige theologiestudent De Nerée (1579-1626) was verantwoordelijk voor de overzetting van Hoofts teksten in het Frans, al was zijn werk soms meer een proeve van eigen interpretatie van de emblemen dan een getrouwe vertaling van de Nederlandse tekst. Op biografische en literaire gronden acht Porteman het onwaarschijnlijk - maar niet uitgesloten - dat de vertalingen van na diens studietijd dateren: de Nerée studeerde af in de winter van 1607-1608, waarna hij uit Leiden vertrok. In maart 1611 keerde hij terug als predikant.
De aan Hoofts originelen iets getrouwere Latijnse vertalingen waren afkomstig van Hoofts vriend de rechtsgeleerde, Latijns dichter en musicus Cornelis Plemp (1574-1638), een neef van Hoofts echtgenote Christina van Erp. Drie van deze Latijnse disticha gebruikte Plemp als inzet van de langere bijschriften in zijn eigen Emblemata Quinquaginta uit 1616.

### De titelplaat
Het titelblad van de bundel is van het 'klassieke architecturale type', met een middenstuk dat de vorm van een nis heeft. Boven op de wand rusten Cupido, op een zwaan gezeten, en de op de offers neerkijkende Venus, met in de rechterhand een brandend hart en in de linker een roos. Op de linkersokkel, Mercuriusstaf en rol perkament in de linkerhand, de muze der poëzie, en rechts, met penselen, de muze der schilderkunst. De linkersokkel is versierd met een medaillon waarop Apollo en de in laurier veranderde Daphne en de rechtersokkel met een afbeelding van opnieuw Venus met in de rechterhand een brandend hart.
De titelprent vervulde vaak een allegorische of toelichtende functie.

## Publicatiegeschiedenis
De eerste druk verscheen anoniem, niet om de naam van de dichter te verbergen maar eerder als spel, bedoeld om de nieuwsgierigheid te prikkelen. Bij wijze van geestigheid is de naam van de auteur verwerkt in het openingsmotto: 'Zy steeckt om hoogh het hooft.' Ook andere dichters zagen de afwezigheid van een auteursnaam niet aan voor een wens om onbekend te blijven. Zo citeert Roemer Visscher in zijn Sinnepoppen uit 1614 een versregel van Hooft met als toelichting: 'Het woordt "Galathea wacht u wel" is ghenomen uyt de amoreuse liedekens van den overtreffelijcken Nederlandschen Poeet Pieter Cornelissen Hooft.
De eerste druk verscheen bij Hoofts neef, de Amsterdamse cartograaf en drukker-uitgever Willem Janszoon Blaeu en was 'het begin van een hele serie Blaeu-uitgaven waarin de moderne Nederlandse poëzie aan het woord kwam in werken die stuk voor stuk, in hun genre, tot de hoogtepunten behoren van onze goudeneeuwse literatuur.'
In de eerste druk beslaan de emblemata 71 bladzijden en de liederen en sonnetten de 73 volgende bladzijden, In de tweede druk was het aandeel van het tweede gedeelte uitgebreid naar 100 bladzijden.
Hoewel het gaat om de eerste druk van Hoofts lyrische poëzie, is de uitgave tot 1983 nauwelijks bestudeerd. De filologische belangstelling voor Hooft richtte zich vrijwel uitsluitend op de handschriften, terwijl de aandacht voor de gedrukte werken vooral uitging naar de in 1636 verschenen uitgave door Jacob van der Burgh. Er zijn geen handschriften voor Hoofts opdracht aan de jeugd en de embleemteksten, zodat die altijd naar de Gedichten uit 1636 werden afgedrukt. Alleen de editie van Leendertz uit 1871 drukt deze onderdelen naar de eerste druk af.  

## Aantekeningen
1. ↑  Dit schreef Vander Burgh in een brief aan Hooft van mei 1634 (Porteman 1983), p. 32.
2. ↑  De prioriteit van de Nederlandse teksten blijkt uit de opdracht die Jacob vander Burgh toevoegde aan de Gedichten van den Heere Pieter C. Hooft, in 1636 eveneens bij Blaue verschenen (Porteman 1983, p. 32). Deze opdracht onthult ook de namen van de vertalers naar het Latijn en Frans.
3. ↑  Uit Ovidius, Metamorphosen I, 452 vv. (Porteman 1983, p. 36.).